# سهر الصايغ
سهر الصايغ (1 يناير 1990 -)، ممثلة مصرية. لم تترك مهنة الطب ولكنها تمارس عملها كطبيبة أسنان بجانب عملها كممثلة.
تخرجت من كلية طب الأسنان من جامعة القاهرة دفعة العام 2013، لكن حبها للتمثيل منذ صغرها دفعها لتترك الطب والتفرغ للفن. بدأت التمثيل بسن صغيرة وكان أبرز أدوارها بالطفولة مسلسل أم كلثوم في عام 1999، حيث جسدت فيه شخصية الفنانة أم كلثوم في الصغر، بعدها شاركت بالعديد من الأدوار ذات المساحة الصغيرة. إلى أن جاءت شهرتها من خلال الدور الذي جسدته مع محمد رمضان في مسلسل ابن حلال.

## أعمالها

### من أعمال التلفزيون
| مسلسل حكيم باشا - مسلسل المعلم : 2024 - المداح: أسطورة العودة: 2024 - الباب الأخضر: 2023 - المداح: أسطورة الوادي: 2022 - إلا أنا 2 (بيت العز): 2021 - الطاووس: 2021 - خط ساخن 2020 - قوت القلوب 2: 2020 - النهاية: 2020 - فكرة بمليون جنيه : 2019 - حب عمري: 2020 - سك علي اخواتك: 2018 - الدولي: 2017 - طاقة القدر: 2017- نوارة - ولاد تسعة: 2017- كريمة - رمضان كريم: 2017- صباح - الزيبق: (ج1، 2) (2017، 2018)- فاطمة - كفر دلهاب: 2017- هند | - البارون: 2017 - كابتن فور شيحة: 2017 اذاعي - وعد: 2016- رانيا - ليلة: 2016 - الكيف: 2016- مُهجة - نصيبي وقسمتك: 2016 - يونس ولد فضة: 2016- رضوى - حب لا يموت: 2015 - حالة عشق: 2015- نبيلة/بلبلة - أريد رجلا: (ج1، 2) (2015) - يا أنا يا انتي: 2015 - عيون القلب: 2015- سامية | - شمس: 2014- سلمى - ابن حلال: 2014- حنان - ربيع الغضب: 2013 - بدون ذكر أسماء: 2013 - نابليون والمحروسة: 2012- زينب - سيدنا السيد: 2012 - ويأتى النهار: 2012 - بفعل فاعل: 2012 - الحارة: 2010 مسلسل- سناء - حكايات: 2009 - جنة ونار: 2009 - خاص جدا: 2009 | - في أيد أمينة: 2008 - رمانة الميزان: 2008 - العندليب حكاية شعب: 2006- علية شبانة - الرقص مع الزهور: 2005- انتكة/ياسمين - نساء في الغربة: 2000- طفلة - الفجالة: 2000- طفلة - حلم آخر الليل: 1999- طفلة - أم كلثوم: 1999- أم كلثوم (طفلة) - حكايات عم عبدالتواب (هيا بنا نفكر): طفلة - حلم العمر كله: طفلة - خلك معي : 1997 طفلة | حبشي في الهواء الطلق (طفلة) |

### أخرى
| - فيلم تفاحة حواء :2016- ماهي - فيلم الثمن:2016- هدى | - فيلم فزاع: 2015 - مسرحية حلم ليلة صيف: 2015 | - مسرحية دربكة همبكة:1998- طفلة - فيلم الورشة: 2021 - فيلم: الباب الأخضر 2022 |  |

### سهرة تليفزيونية
| - لن أتزوج زميلي: 2001- طفلة - قيد لا ينكسر: طفلة | - عودة الهارب: طفلة - فتش عن الرجل: طفلة | - قلوب صغيرة: طفلة - مدرسة عمو فؤاد: فوازير- طفلة | - جدتي زوزو: هبة طفلة |  |

## وصلات خارجية
- سهر الصايغ على موقع IMDb (الإنجليزية)
- سهر الصايغ على موقع الدهليز
- سهر الصايغ على موقع قاعدة بيانات الأفلام العربية
- سهر الصايغ على موقع قاعدة بيانات الفيلم (الإنجليزية)